# Nagellackentferner

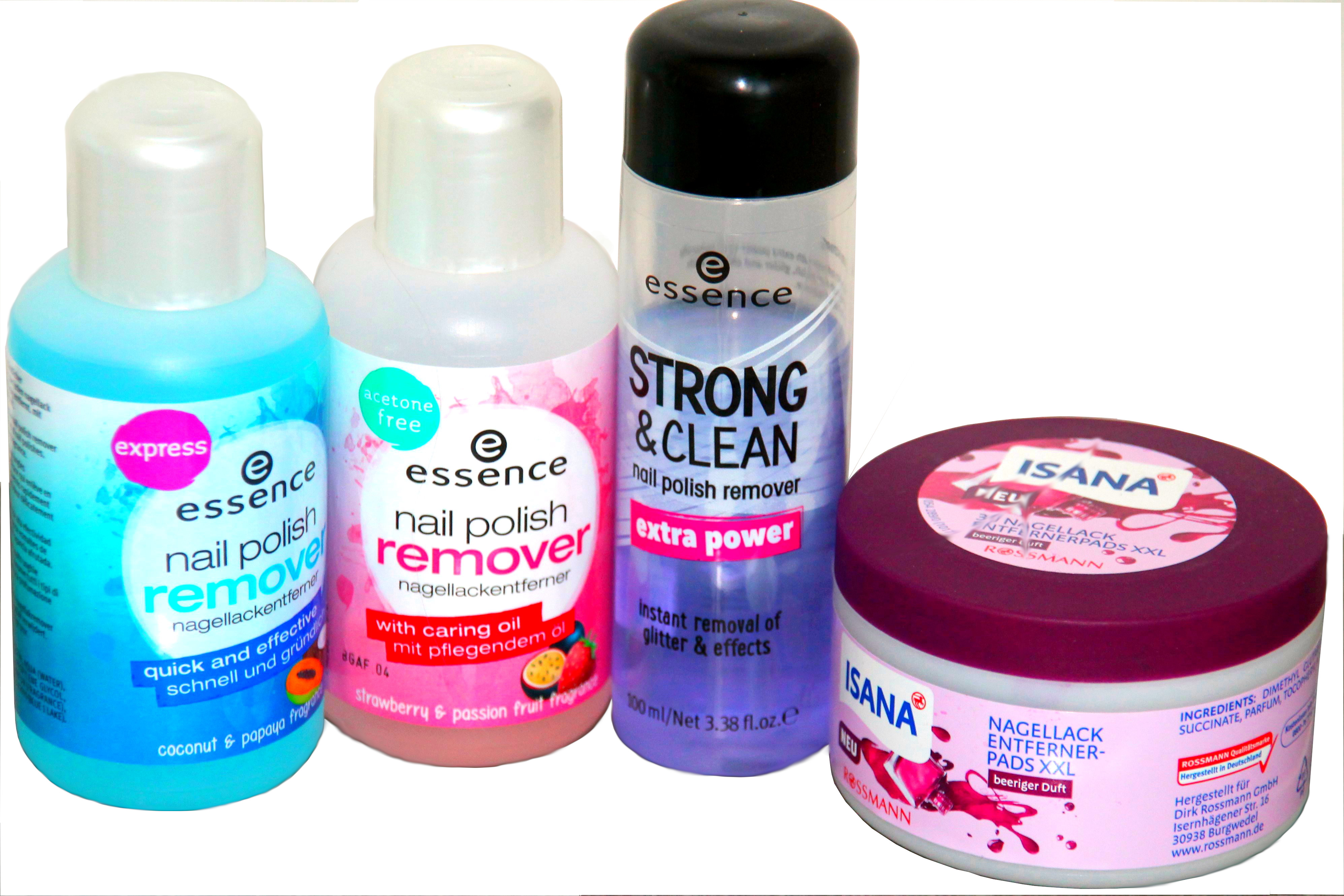
Nagellackentferner in verschiedenen Handelsformen und mit verschiedenen Inhaltsstoffen

Nagellackentferner dient in der Kosmetik zum Entfernen von Nagellack. Die Flüssigkeit ist ein  Lösungsmittel, das auch andere organische Feststoffe löst. Beispielsweise entfernt man mit ihm Fett oder   Aufkleberreste von Oberflächen.

## Handelsformen
Nagellackentferner wird als Flüssigkeit, Gel oder in Cremeform gehandelt. Ebenso sind Wattepads erhältlich, die bereits Nagellackentferner enthalten. Außerdem gibt es Behälter, die einen mit Nagellackentferner getränkten Schwamm enthalten, in den man einen Finger einführt und ihn dreht, bis sich der Lack löst. Die Auswahl eines Entfernertyps richtet sich nach den Vorlieben des Benutzers und häufig nach dem Preis oder der Qualität des Entferners.

## Lösungsmittel

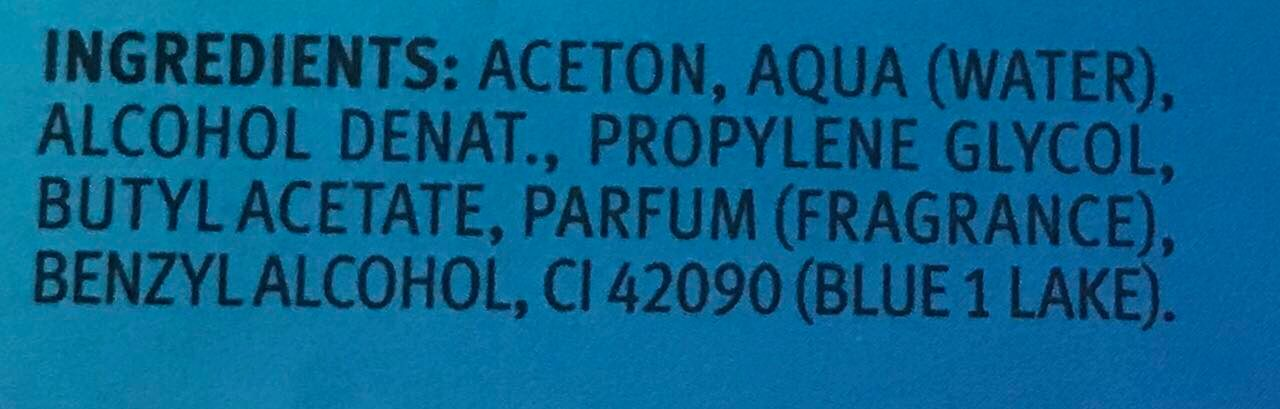
Inhaltsstoffe eines acetonhaltigen Nagellackentferners

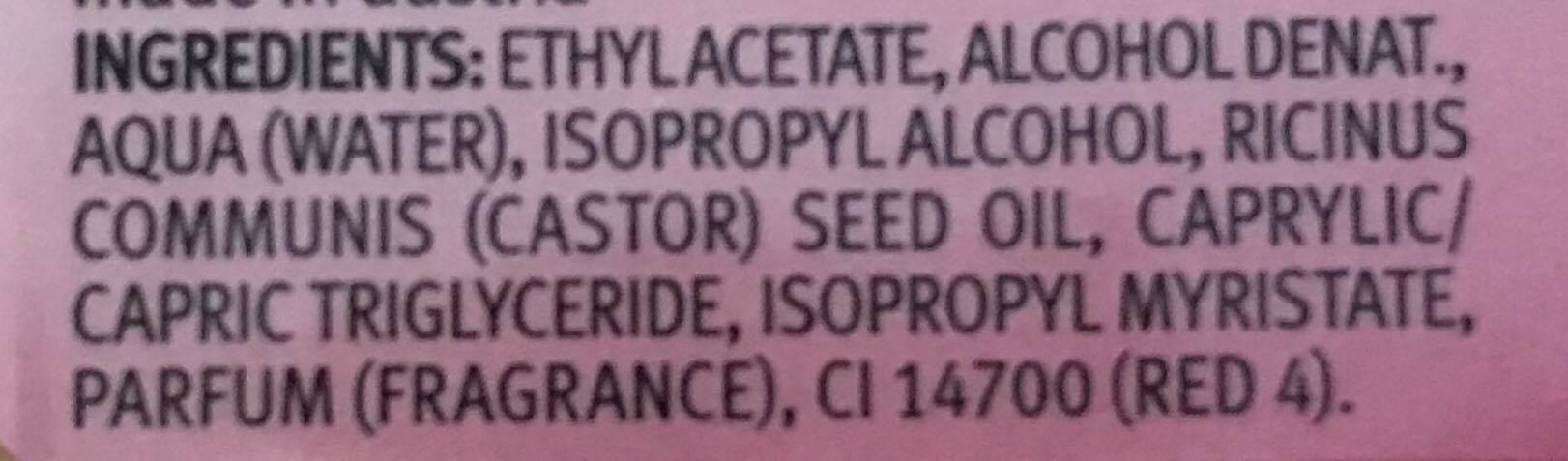
Inhaltsstoffe eines acetonfreien Nagellackentferners

Aceton ist ein starkes Lösungsmittel sowohl für Farben, aber auch für viele Kunststoffe. Es entfernt Farben effizient, entfettet aber auch die Haut und greift künstliche Fingernägel aus Kunststoff an.
Alternativ zu Aceton wird Essigsäureethylester („Ethylacetat“) oder dessen Derivate eingesetzt. Isopropanol oder Glykole helfen vermutlich nur bei wenigen Lacken, die in Alkohol löslich sind.
Wollwachs-Derivate, Fettalkohole oder Fette auf Basis von Caprin- und Caprylsäure andere pflegenden Öle sollen durch ihre rückfettende Wirkung die  Hautverträglichkeit verbessern. Diese Stoffe bleiben zurück, wenn das Lösungsmittel verdunstet.
Einige Nagellackentferner enthalten auch Duftstoffe.
Früher wurde auch Acetonitril als Nagellackentferner verwendet. Jedoch ist dies toxisch und potenziell krebserregend. Aus diesem Grund wurde es im Europäischen Wirtschaftsraum für die Verwendung in Kosmetika verboten.

## Risiken
Durch die Einnahme oder Inhalation großer Mengen von Nagellackentferner kann Erbrechen, Benommenheit und Verwirrtheit auftreten, bei sehr großen Mengen Ataxie oder Koma.

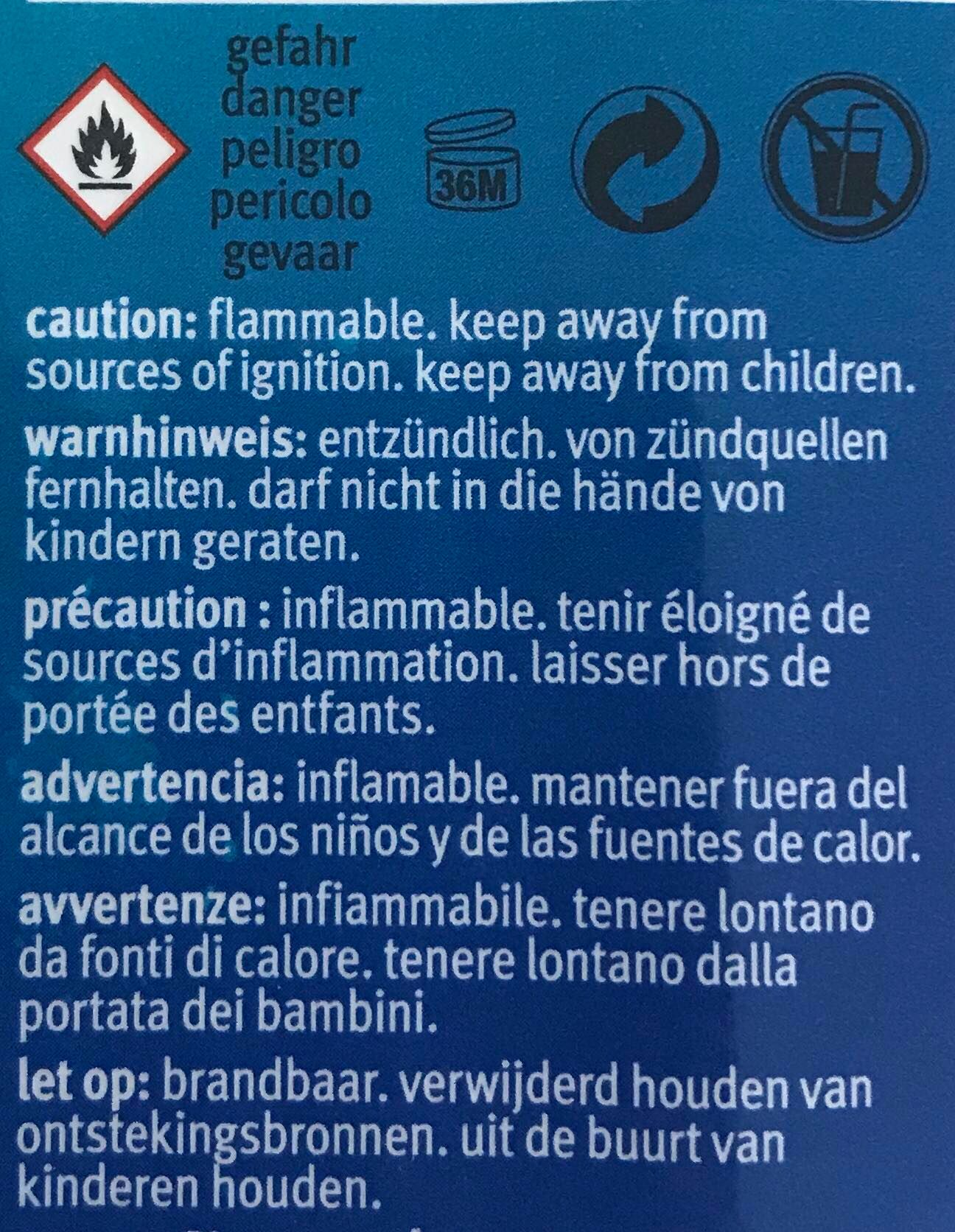
Gefahrenhinweise auf einem Nagellackentferner